# San Giovanni in Pelago
San Giovanni in Pelago (in croato Sveti Ivan na Pučini), chiamato dai rovignesi Lantierna de San Zuane, è uno scoglio disabitato della Croazia, situato lungo la costa occidentale dell'Istria, a sud del canale di Leme.
Amministrativamente appartiene alla città di Rovigno, nella regione istriana.

## Geografia
San Giovanni in Pelago si trova a sudovest del porto di Rovigno (luka Rovinj) e a sud del promontorio di Montauro (Zlatni rt) e di punta Corrente (rt Kurent). Nel punto più ravvicinato dista 2,48 km dalla terraferma e poco meno di 490 m dall'isola di San Giovanni.
San Giovanni in Pelago è uno scoglio dalla forma irregolare, orientato in direzione nordovest-sudest, che misura 145 m di lunghezza e 75 m di larghezza massima. Ha una superficie di 5153 m² e uno sviluppo costiero di 0,287 km.
Sullo scoglio si trova un faro costruito nel 1853. Si presenta come una torre ottagonale di 15 m d'altezza con casa adiacente, che raggiunge in totale i 24 m s.l.m., la cui luce doppia ha una portata di 24 miglia marine che ruota ad una frequenza di 10 secondi. Possiede anche una sirena antinebbia che lancia un segnale ogni 30 secondi. Il faro è affittabile per le vacanze ma raggiungibile solo via barca.

### Isole adiacenti
- Isola di Sant'Andrea (Sveti Andrija), isolotto a nord-nordest di San Giovanni in Pelago.
- Maschin (Maškin), isolotto a sud di Sant'Andrea, collegato ad esso da una strada rialzata.
- Scoglio di Montauro (Muntrav), piccolo scoglio situato a nord di Sant'Andrea.
- Scoglio del Samier (Samer), altro scoglio poco a sud del precedente.
- Scoglio Piroso Grande (Veli Piruzi), isolotto a est di Sant'Andrea.
- Scoglio Piroso Piccolo (Mali Piruzi), scoglio gemello del precedente, situato poco più a nordovest.
- Astorga (Sturag), isolotto a nordest di San Giovanni in Pelago.
- San Giovanni (Sveti Ivan), isolotto a nordest di San Giovanni in Pelago con una forte strozzatura al centro.

### Cartografia
- (HR) Mappa topografica della Croazia 1:25000, su preglednik.arkod.hr.